# Шінмоедаке
Шінмоедаке  (яп. 新燃岳 ) - вулкан у префектурі Каґосіма, Кюсю, Японія, і частина скупчення вулканів Гора Кірісіма. Вважається, що він утворився між 7300 і 25 000 років тому.
Виверження вулкана Шінмоедаке були зареєстровані в 1716, 1717, 1771, 1822, 1959, 1991, 2008, 2009, 2011, 2017, 2018, 2020 і 2021 роках .

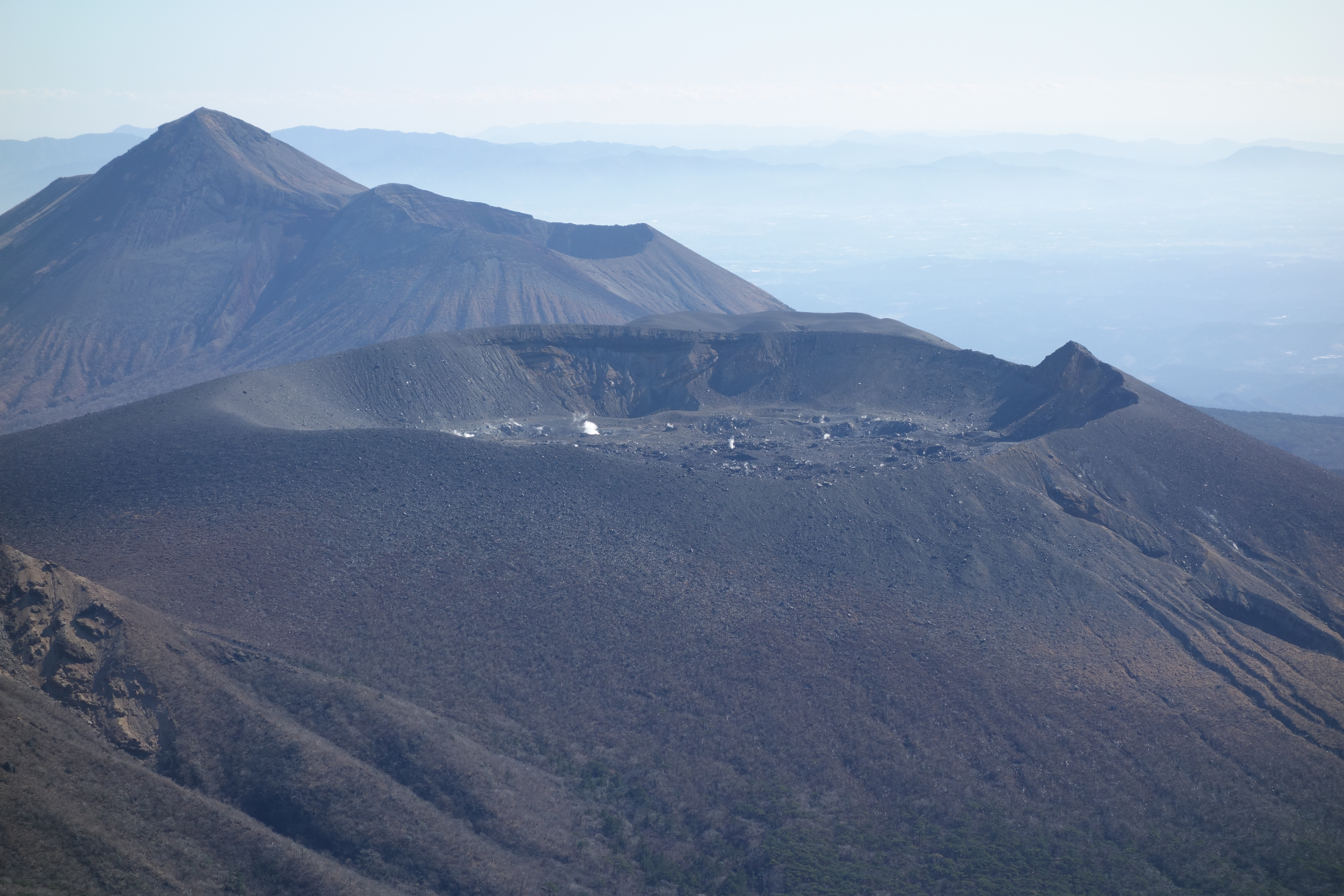
Вид на кальдеру з гори Каракуні

## Виверження 2011 року
Виверження 2011 року почалося 19 січня. 26 січня о 7:30 ранку зросла активність виверження та відбувся викид попелу на околиці. Це спричинило закриття чотирьох залізничних ліній, а рейс деяких авіаліній було скасовано через велику кількість попелу в повітрі. Це було найбільше виверження Шінмоедаке після 1959 року . 27 січня рівень небезпеки вулкану було підвищено до 3.
1 лютого ще більше виверження підняло стовп диму до висотою і викидало вулканічні бомби на відстань до 1,5 км від кратеру.
У лютому 2011 року в кратері Шінмоедаке утворився лавовий купол. 17 лютого в районі Міяконоджьо було рекомендовано евакуавати 2500 осіб після сильних дощів, які загрожували спричинити лахари, і щонайменше 63 людини були евакуйовані.
13 березня, через два дні після землетрусу Тохоку 2011 року, вулкан знову вивергався. Через виверження евакуювалися кілька сотень жителів.

## Виверження 2018 року
6 березня 2018 року вулкан почав викидати каміння та попіл на висоту 4,5 км. 22 червня 2018 року відбулося ще одне виверження через 4 дні після землетрусу потужністю 6,1 МВт, який стався в Осаці 18 червня. У результаті виверження попіл та пірокластичний матеріал був викинутий на тисячі метрів у повітря.

## Культурні посилання
Шінмоедаке використовувався як місце у фільмі про Джеймса Бонда 1967 року «Живеш тільки двічі» як вулкан, на якому розташована секретна ракетна база лиходіїв.